# Orchestra Filarmonica Slovacca
L'Orchestra Filarmonica Slovacca (Slovenská filharmónia) è un'orchestra sinfonica con sede a Bratislava in Slovacchia.
Fondata nel 1949, dagli anni 1950 ha sede presso la barocca sala da concerto Reduta Bratislava costruita nel 1773.  Oltre a tenere una completa stagione di concerti, si esibisce in diversi festival in tutta Europa ed ha fatto tournée a Cipro, in Turchia, Giappone e Stati Uniti. Ha registrato diversi album principalmente per l'etichetta discografica Naxos Records.

## Direttori principali
- 1949-1952 Václav Talich
- 1949-1952 Ľudovít Rajter
- 1952-1953 Tibor Frešo
- 1953-1976 Ľudovít Rajter
- 1961-1981 Ladislav Slovák
- 1981-1982 Libor Pešek
- 1982-1984 Vladimír Verbickij
- 1984-1989 Bystrík Režucha
- 1990-1991 Aldo Ceccato
- 1991-2001 Ondrej Lenárd
- 2003-2004 Jiří Bělohlávek
- 2004-2007 Vladimír Válek
- 2007-2009 Peter Feranec
- 2009-ad oggi Emmanuel Villaume